# Gafrarium
Gafrarium ("wafelijzer") is een geslacht van tweekleppigen uit de familie van de venusschelpen (Veneridae). De naam van het geslacht werd gepubliceerd in 1798 door Peter Friedrich Röding, die de nagelaten schelpenverzameling van de overleden Joachim Friedrich Bolten catalogeerde en van wetenschappelijke benamingen volgens het systeem van Linnaeus voorzag.

## Soorten
- Gafrarium aequivocum (Holten, 1802)
- Gafrarium alfredense (Bartsch, 1915)
- Gafrarium australe (G.B. Sowerby II, 1851)
- Gafrarium barandae (Hidalgo, 1885)
- Gafrarium catillum Hedley, 1909
- Gafrarium discors (Gmelin, 1791)
- Gafrarium dispar (Holten, 1802)
- Gafrarium divaricatum (Gmelin, 1791)
- Gafrarium harteae M. Huber, 2010
- Gafrarium numulinum (Lamarck, 1818)
- Gafrarium pectinatum (Linnaeus, 1758)
- Gafrarium savignyi (Jonas, 1846)
- Gafrarium speciosum (Römer, 1869)